# Kisii Airport
Kisii Airport är en flygplats i Kenya. Den ligger i den sydvästra delen av landet, 240 km väster om huvudstaden Nairobi. Kisii Airport ligger 1 493 meter över havet.
Terrängen runt Kisii Airport är kuperad västerut, men österut är den platt. Kisii Airport ligger nere i en dal. Runt Kisii Airport är det tätbefolkat, med 709 invånare per kvadratkilometer. Närmaste större samhälle är Kisii, 2,5 km sydväst om Kisii Airport. Omgivningarna runt Kisii Airport är en mosaik av jordbruksmark och naturlig växtlighet.